# آمنیکرد
آمنیکرد (انگلیسی: Omnichord) یک ساز الکترونیک است که در ۱۹۸۱ توسط شرکت سوزوکی معرفی شد.